# Virgil Donati
Virgil Donati (Melbourne, 22 ottobre 1958) è un batterista australiano.

## Biografia
Figlio di emigrati italiani, suo padre Napoleone Donati era di Gradisca di Sedegliano, in provincia di Udine (Friuli), e sua madre Franca Rutigliano di Palese (Puglia), riceve il suo primo set di batteria all'età di soli 3 anni.
A 15 anni entra a far parte di una rock band chiamata 'Taste' con la quale firma un contratto discografico, registra tre album e suona in tour. A 16 anni, Donati lascia la scuola per concentrarsi principalmente sullo studio della batteria, ma anche del pianoforte.
A 19 anni parte per gli Stati Uniti per studiare la batteria, prendere lezioni di composizione e arrangiamento. Terminata l'esperienza americana a 21 anni ritorna in Australia dove la sua carriera ha una svolta; viene chiamato a suonare con artisti come il pianista jazz George Cables, il cantante Mark Murphy, Branford Marsalis e Kenny Kirkland, Melissa Etheridge.
Nei primi anni 90 con i Southern Sons grazie all'album d'esordio vince il doppio disco di platino. Nel frattempo tra la metà degli anni 80 e 90 Virgil si interessa alla musica progressive-fusion, suonando con Loose Change e successivamente On the Virg.
Nel 1996 si trasferisce stabilmente in America dove ha un'intensa attività produttiva suonando con Derek Sherinian (Planet X), Steve Vai, Scott Henderson, Steve Walsh, Frank Gambale, Mark Boals, Tribal Tech, Dave Stewart, Josh Stone e molti altri.
Virgil è un batterista dotato di molta tecnica e velocità. Donati è colui che può essere considerato l'inventore della tecnica del doppio pedale poiché, seppur esso venisse già usato molto nel metal, non esisteva un vero e proprio metodo per essere studiato. Virgil Donati ha infatti inserito nel doppio pedale l'utilizzo dei paradiddles, colpi doppi e altri rudimenti.
Nel 2007 si è unito a Tony MacAlpine e a Billy Sheehan per dar vita al progetto Devil's Slingshot, pubblicando l'album Clinophobia, il quale è seguito da un tour europeo tra i mesi di ottobre e novembre.
Nel 2012 partecipa alla realizzazione dell'album Sound of Innocence di Kiko Loureiro (chitarrista degli Angra) e all'album reMarcoble di Marco Sfogli, chitarrista di James LaBrie e PFM.
Dal 2015 è endorser delle batterie DW.
Dal 2013 è membro della band Icefish insieme ad Alex Argento, Marco Sfogli ed Andrea Casali. Il quartetto ha pubblicato il primo album intitolato Human Hardware nel 2017.

## Equipaggiamento
Virgil Donati è endorser per Pearl e ha un set così composto:
MMX Masters Series
- 22x18 bass drum
- 10x9 tom
- 12x9 tom
- 10x8 tom
- 13x11 tom
- 16x16 floor tom
- 18x16 floor tom
- 14x12 floor tom
- 14x5 Virgil Donati snare
- 10x4 Sopranino snare

Meccaniche
- DR503C ICON rack
- RJ50 mini-extension
- PCX100 clamp x 9
- PCX200 clamp x 4
- CH1000 cymbal holder x 8
- P2002B belt double pedal (blue cams)
- S2000 snare stand
- H2000 hi-hat stand (blue cam)
- RH2000 remote hi-hat (blue cam)
- CLH1000 closed hi-hat
- D1000 throne
- DCL300P drop clutch
- TH2000S tom arms x 3
- TH2000 tom arm
- AX25L adapter
- AX38 adapter x 2
- PS85 pedal stabilizer
- PCX200 clamp x 2
- UX80 universal clamp x 2
- TX100 height extender x 2
- TH2000I tom holder x 2

Virgil Donati è endorser anche per Sabian e ha un set così composto:
- Saturation Crash 17"
- HH Mini-Hats 12"
- AAX Mini Chinese 14"
- HH Medium Hats 12"
- Vault Artisan Hats 14"
- HHX treme Crash 18"
- Saturation Crash 16"
- Artisan Medium Ride 22"
- Saturation Crash 18"
- Saturation Crash 19"

## Discografia

### Da solista
- 1995 - Stretch
- 1997 - Just Add Water
- 2013 - In this Life
- 2019 - Ruination

### Planet X
- 2000 - Universe
- 2002 - Live From Oz
- 2002 - MoonBabies
- 2007 - Quantum

### Ring of Fire
- 2002 - The Oracle
- 2002 - Burning Live In Tokyo
- 2003 - Dreamtower
- 2004 - Lapse of Reality

### Southern Sons
- 1990 - Southern Sons
- 1992 - Nothing but the Truth

### Altri album
- 1988 - The State - Elementary
- 1990 - Southern Sons - Southern Sons
- 1992 - Southern Sons - Nothing but the Truth
- 1992 - Jesus Christ Superstar - The Album
- 1993 - Jon Stevens - Are u Satisfied?
- 1996 - Jon Stevens - Circle
- 1996 - Southern Sons - Zone
- 1998 - Montreal Drum Fest - Live from the Montreal Drum Fest
- 1999 - Garsed & Helmerich - Under the Lash of Gravity
- 1999 - On The Virg - Serious Young Insects
- 1999 - Derek Sherinian - Planet X
- 2000 - Steve Walsh - Glossolalia
- 2000 - Joel Hoekstra - Undefined
- 2001 - Mark Boals - Ring of Fire
- 2003 - Freakhouse - Beautiful Misery
- 2003 - Joel Hoekstra - The Moon Is Falling
- 2003 - Bunny Brunel - L.A. Zoo Revisited
- 2003 - Erik Norlander - Music Machine
- 2003 - Chris Catena - Freak Out!
- 2004 - Loose Change - Live at the Grainstore
- 2004 - Alfie, colonna sonora
- 2005 - Soul Sirkus - World Play
- 2006 - Joseph Williams - Vertigo 2
- 2007 - Gambale, Donati, Fierabracci - Made in Australia
- 2007 - Devil's Slingshot - Clinophobia
- 2008 - Cosmics - "The Cosmic Year"
- 2012 - Kiko Loureiro - Sound of Innocence